# Bisporostilbella
Bisporostilbella är ett släkte av svampar. Bisporostilbella ingår i ordningen Microascales, klassen Sordariomycetes, divisionen sporsäcksvampar och riket svampar.
|                  | Microascaceae                            |
|                  |                                          |
|                  | Halosphaeriaceae                         |
|                  |                                          |
|                  | Chadefaudiellaceae                       |
|                  |                                          |
|                  | Ceratocystidaceae                        |
|                  |                                          |
|                  | Havispora                                |
|                  |                                          |
|                  | Cornuvesica                              |
|                  |                                          |
|                  | Sphaeronaemella                          |
|                  |                                          |
| Bisporostilbella | \| \| Bisporostilbella fusca \| \| \| \| |
|                  | \| \| Bisporostilbella fusca \| \| \| \| |
|                  | Bisporostilbella fusca                   |
|                  |                                          |

|  | Bisporostilbella fusca |
|  |                        |